# 新保克芳
新保 克芳（しんぼ かつよし、1955年? - 2025年2月8日）は、日本の弁護士。

## 人物
1974年 私立高田高等学校（三重県）卒業
1980年 東京大学法学部卒業
1984年 第二東京弁護士会弁護士登録（36期）
1999年 新保法律事務所開設
三井住友フィナンシャルグループ社外取締役、ヤクルト本社社外取締役、昭栄化学工業株式会社社外監査役、三井化学株式会社社外監査役も務めたが、2025年2月8日に死去。69歳没。

## 主要業務分野
特許事件：ニカルジピン、 アゼラスチン、ファモチジン、セフカペン、ピオグリタゾン等の医薬品、中空糸、スーパーポリエチレン、接着剤、再帰反射シート、樹脂組成物等の化学合成品の侵害訴訟。医薬品、記憶装置等に関する職務発明対価事件等
商事事件：宮入バルブ事件、ベルシステム24事件、ニッポン放送の経営権問題（ライブドアによる敵対的買収事件）、ブルドックソース事件 、TBS（楽天対TBS）等の仮処分事件や株主代表訴訟
会社更生事件：オリエンタル写真、国土道路、協栄生命、日産建設、都築紡績、ジョイント・コーポレーション、小野グループ
公害事件:水島、川崎、東京

## 主な著書
- 『改訂書式民事訴訟法』青林書院（共著）
- 『契約書式実務百科』ぎょうせい（共著）
- 『民事弁護と裁判実務』ぎょうせい（共著）
  - (6)損害賠償Ⅱ
  - (8)知的財産権
- 『知的財産戦略教本』R&Dプランニング（共著）